# Ystads, Skanör-Falsterbo och Trelleborgs valkrets
Ystads, Skanör-Falsterbo och Trelleborgs valkrets var vid riksdagsvalen till andra kammaren 1869–1893 en egen valkrets med ett mandat. Valkretsen, som omfattade Ystads, Skanör-Falsterbo och Trelleborgs städer men inte den omgivande landsbygden, avskaffades vid valet 1896 då Ystad bröts ut och bildade Ystads valkrets medan Skanör-Falsterbo och Trelleborg överfördes till Trelleborgs, Skanör-Falsterbo, Simrishamns och Ängelholms valkrets.

## Riksdagsmän
- Peter Lamberg (1870–1873)
- August Wengberg, c (1874–1875)
- Henric Lundquist (1876–1878)
- August Wengberg, c 1879–1882, nya c 1883–1884 (1879–1884)
- Gustaf Smith (1885–1887)
- Elis Nilson, AK:s fr 1888, bmp 1892–1894, lmp 1895–1896 (1888–1896)